# GameDaily
GameDaily是一家位于美国的游戏新闻网站。它由Mark Friedler于1995年推出，當時名為Gigex。2006年8月16日，美国在线將GameDaily收購。
2011年，GameDaily一度併入Joystiq。  2018年，GameDaily.biz亮相 。 